# 赫羅姆套區
50°16′12″N 58°27′00″E / 50.27000°N 58.45000°E

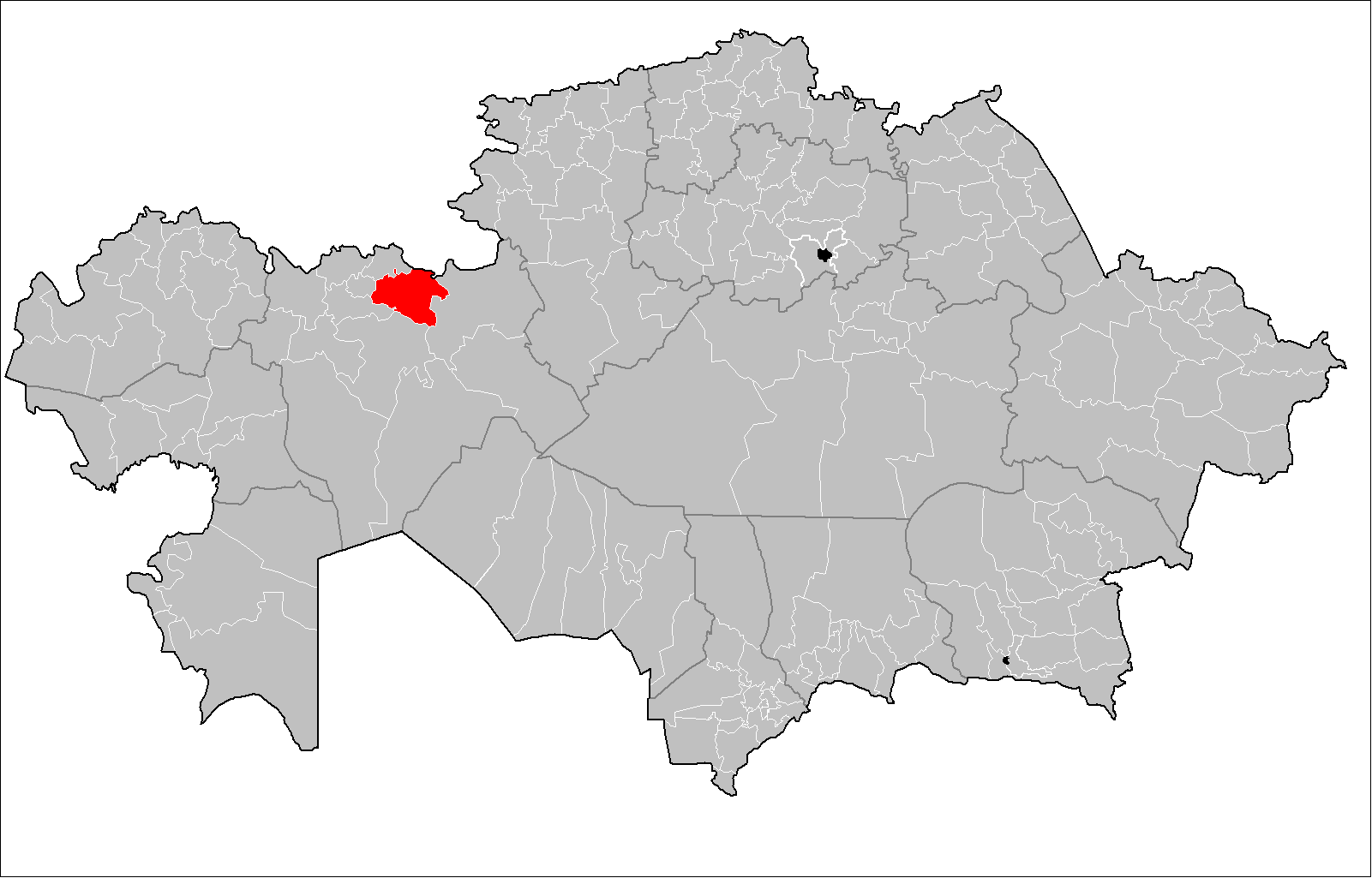

赫羅姆套區是哈薩克斯坦的行政區，位於該國中西部，由阿克托貝州負責管轄，首府設於赫羅姆套，始建於1935年，面積12,900平方公里，2019年人口42,951。